# Ivan Španiel
Poručík Ivan Španiel (23. července 1918 Praha – 30. listopadu 1944 Erstein, Alsasko, Francie) byl český voják.

## Život

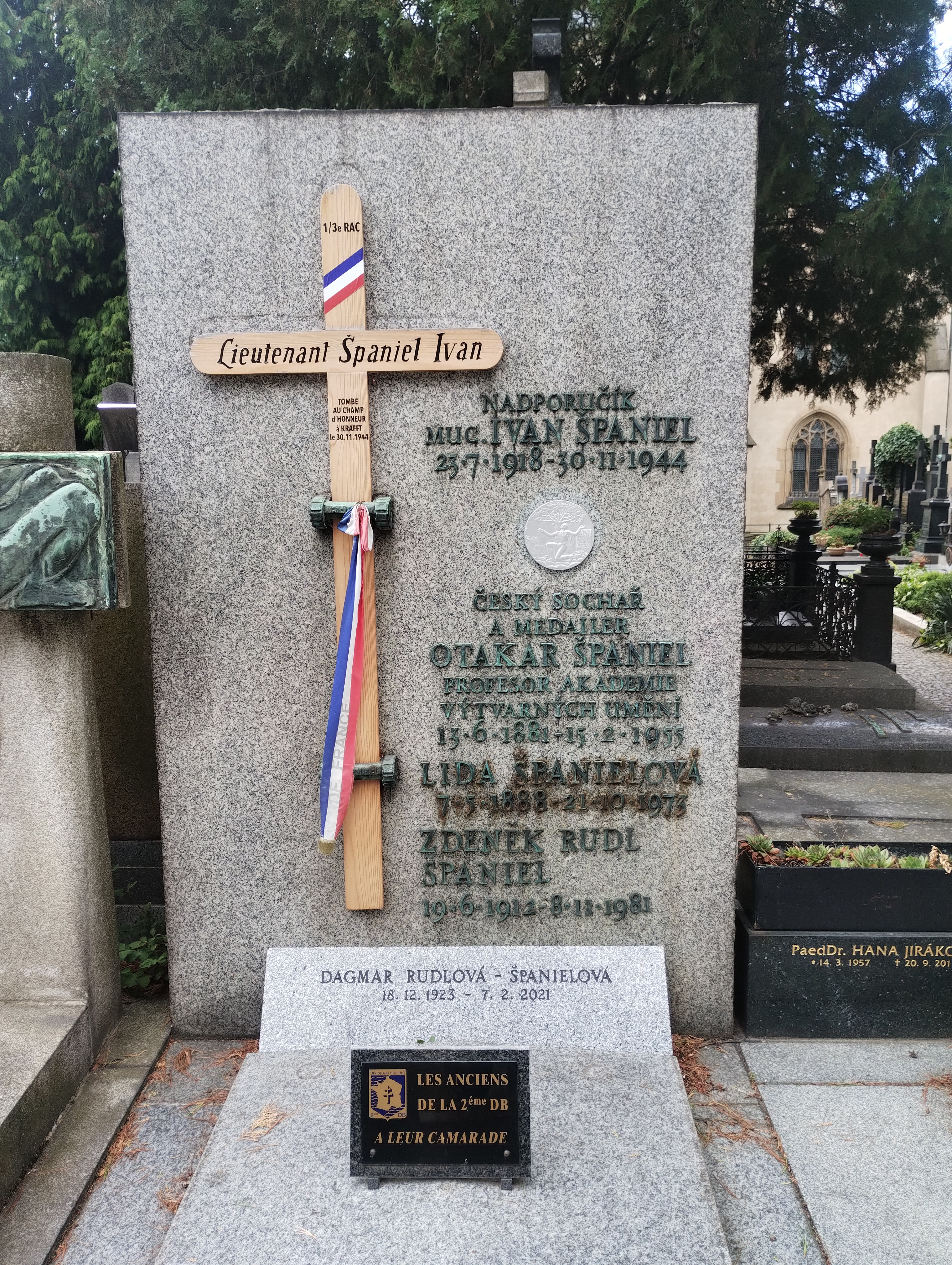
Hrob Ivana Španiela na Vyšehradském hřbitově

Narodil se v Praze v rodině významného sochaře Otakara Španiela. Po absolvování základního a středního vzdělání studoval medicínu na Karlově univerzitě v Praze, ale záhy odešel studovat do Paříže. Po vypuknutí druhé světové války se v září 1939 hlásil jako dobrovolník ve vojenském výcvikovém táboře v Agde. V roce 1940 byl převelen do důstojnické dělostřelecké školy v Poitiers. Po německém útoku na Francii se na palubě nákladní lodi dostal do Portugalska a odtud do Velké Británie, kde vstoupil do jednotek Svobodných Francouzů a v hodnosti adjutanta odplul do Afriky. Zde se jako velitel dělostřelecké baterie vyznamenal při dobytí pevnosti Gotroun a společně s jednotkami generála Leclerka absolvoval tažení napříč Saharou do Tunisu. V květnu 1944 byla jeho jednotka společně s 2. obrněnou divizí Svobodných Francouzů přesunuta do Velké Británie a v srpnu 1944 byla nasazena do bojů ve Francii. Ivan Španiel bojoval v Normandii u Champleur a v Paříži a při postupu ve Vogézách u Mittelbranu zajal německou posádku tanku a byl za to vyznamenán řádem Čestné legie a Croix de guerre. 30. listopadu 1944 při boji u vesnice Kroft byl Španiel usmrcen německým dělostřeleckým granátem a na místě i pohřben. V roce 1947 byly jeho ostatky převezeny do vlasti a byl pohřben v rodinné hrobce na Vyšehradském hřbitově.

## Vyznamenání
- Československý válečný kříž 1939
- Československá medaile Za chrabrost před nepřítelem
- Řád čestné legie, V. třída - rytíř
- Croix de guerre 1939–1945 se stříbrnou hvězdou
- Croix de guerre 1939–1945 s dvěma palmami
- Médaille commémorative française de la guerre 1939–1945[4]
- Africa Star[5]